# Lars-Erik Eriksen

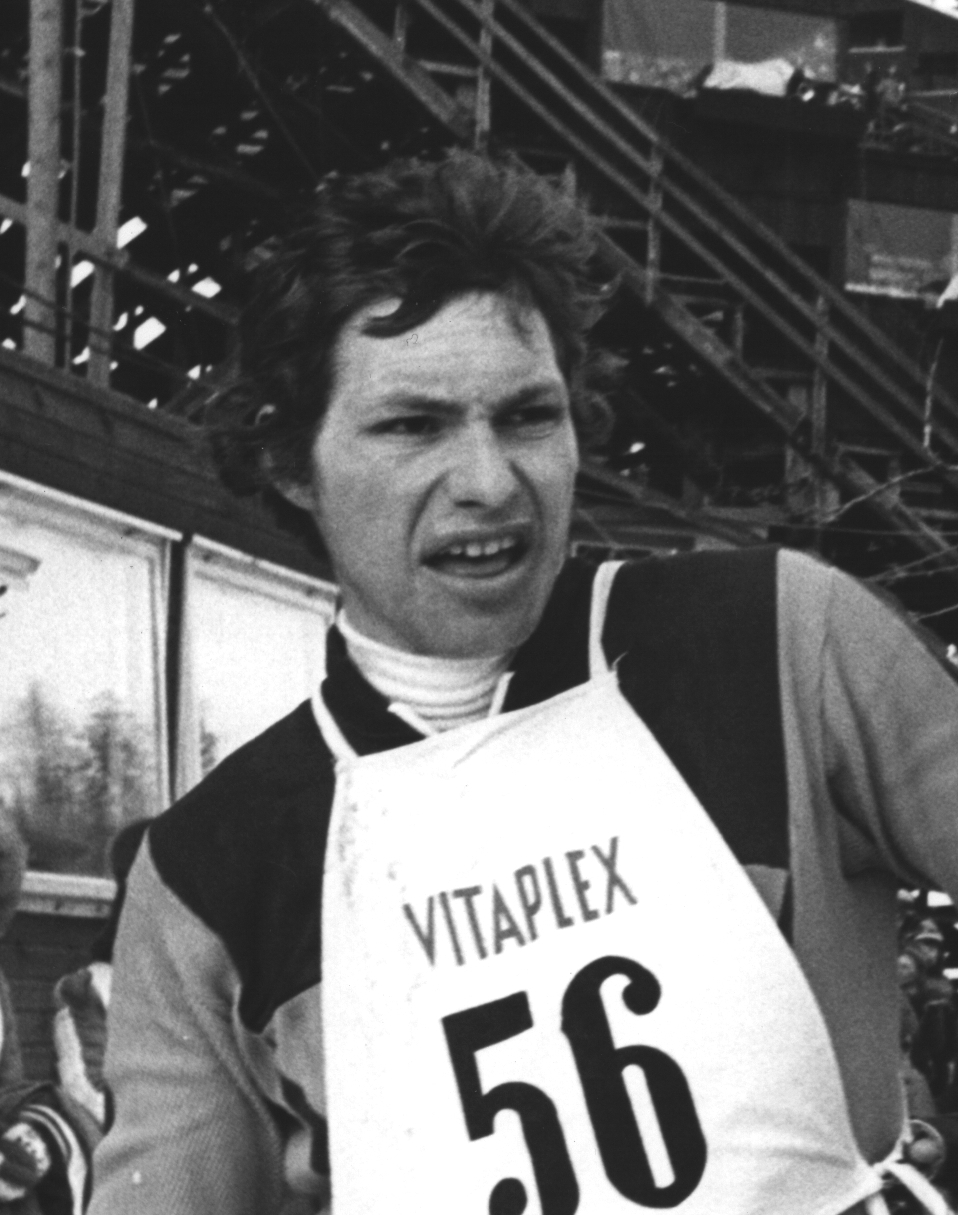
Lars-Erik Eriksen

Lars-Erik Eriksen, född den 29 december 1954, är en norsk före detta längdåkare som tävlade under slutet av 1970-talet och början av 1980-talet. 
Eriksen deltog vid OS 1980 i Lake Placid och var med i det norska stafettlag som tog silver efter Sovjetunionen. Eriksen har även flera VM-medaljer och han var med i det norska stafettlag som vann guld på VM 1982 på hemmaplan i Oslo.
Eriksen mottog 1984 Holmenkollenmedaljen och samma år avslutade han sin karriär.